# میلوسور
میلوسور (نام علمی: Milosaurus) نام یک سرده از رده هم‌کمانان است.